# Marie Stephan
Marie Stephan (* 14. März 1996 in Cayenne, Französisch-Guayana) ist eine französische Squashspielerin.

## Karriere
Marie Stephan begann ihre professionelle Karriere im Jahr 2015 und gewann bislang einen Titel auf der PSA World Tour. Ihre höchste Platzierung in der Weltrangliste erreichte sie mit Rang 44 am 10. Februar 2025. Bereits bei den Junioren war Stephan sehr erfolgreich, 2014 wurde sie Vizeeuropameisterin bei den Juniorinnen hinter Nele Gilis. 2014 vertrat sie Frankreich zudem bei den Europameisterschaften der Senioren, bei denen sie im Achtelfinale gegen Lucie Fialová ausschied. Mit der Nationalmannschaft nahm sie 2024 an der Weltmeisterschaft teil. Sie wurde von 2022 bis 2024 dreimal in Folge französische Meisterin. Bei den World Games 2025 gewann Stephan nach einer Finalniederlage gegen Satomi Watanabe die Silbermedaille.
Sie studierte an der University of Pennsylvania, für die sie auch im College Squash aktiv war.

## Erfolge
- Gewonnene PSA-Titel: 1
- Französische Meisterin: 3 Titel (2022–2024)
- World Games: 1 × Silber (2025)